# 派恩泰普尔
派恩泰普尔（Paintepur），是印度北方邦Sitapur县的一个城镇。总人口11182（2001年）。

## 人口
该地2001年总人口11182人，其中男性5927人，女性5255人；0—6岁人口2157人，其中男1120人，女1037人；识字率49.54%，其中男性为54.09%，女性为44.41%。